# Учебен обект
Учебен обект (учебна единица) (на английски: Learning object) е структурирано и многократно използваемо учебно съдържание, т.е учебният обект е всеки отделен, напълно самостоятелен, ресурс (книга, учебен предмет или курс), създадено за постигане на конкретна учебна цел. Дигиталният (цифровият) учебен обект е електронен ресурс с образователен потенциал, който може да бъде съхраняван, категоризиран, индексиран и използван многократно.

### Дигитален(цифров) учебен обект
Дигиталният (цифровият) УО е електронен ресурс, който се използва за обучение и може да се съхранява, структурира, индексира и използва многократно.
При системите за електронно обучение, цифровите УО са градивните елементи на учебното съдържание и могат да бъдат файлове с различен формат и размер. Това позволява както многократното им използване, така и комбинирането им с други дигитални УО за постигането на различни учебни цели.
Цифровите УО са два основни типа:
- ресурси със съдържание – могат да съдържат текст, фотографии, илюстрации, анимации, аудио и видеоклипове и да бъдат включени в уеб-сайта на курса или в други електронни материали за обучение. Понякога цели учебни курсове или модули могат да бъдат напълно изградени от отделни учебни обекти;
- ресурси с учебни задачи – могат да бъдат тестове с избираем отговор, игри, упражнения и др. В някои случаи те са напълно самостоятелни и не изискват преработване, в други – трябва да бъдат преработени в съответствие с целите на обучението.

### Характеристики на дигиалните УО
Някои от основните характеристики на дигиталните УО са следните:
- те са самостоятелни – всеки цифров УО може да се използва независимо от останалите;
- те са многократно използваеми – отделен дигитален УО може да бъде използван в различни ситуации за различни цели.

Това изисква структурирането и запазването му да става по определен начин. Затова са създадени различни модели за стандартизация и спецификации на цифровите УО. Пример за такъв модел е Sharable Content Object Reference Model (SCORM);
- могат да бъдат обединявани – дигиталните УО могат да бъдат групирани в по-голямо учебно съдържание, включително и в традиционна структура на курс;
- имат метаописание посредством метаданни – с помощта на метаданните се описва какво съдържа цифровия УО и се позволява неговото индексиране, търсене и многократно използване.

Учебното съдържание (курс, модул, урок, отделна страница) може да се структурира, съхранява и използва многократно под формата на стандартизирани учебни обекти.

## Интересни статии по темата
- Информация за УО[неработеща препратка]

- „Напътствия за създателите на УО“ („Guidelines for authors of learning objects”)

- „Принципи за създаване на ефективни УО“ („Principles of Effective Learning Objects”) Архив на оригинала от 2009-01-15 в Wayback Machine.

- Примери за УО Архив на оригинала от 2008-05-12 в Wayback Machine.

- Стратегията на Cisco Systems за Reusable Information Object